# Julio César Enciso
Pour l’article homonyme, voir Julio Enciso.
Julio César Enciso Ferreira (né le 5 août 1974 à Capiatá au Paraguay) est un joueur de football international paraguayen, qui évoluait au poste de milieu de terrain.

## Biographie

### Carrière en sélection
Avec l'équipe du Paraguay, il joue 70 matchs (pour 2 buts inscrits) entre 1995 et 2004. 
Il figure dans le groupe des sélectionnés lors de la Coupe du monde de 1998. Lors du mondial organisé en France, il joue quatre matchs : contre la Bulgarie, l'Espagne et le Nigeria lors des phases de poules, et enfin contre la France lors des huitièmes de finale.
Il participe également aux Copa América de 1995, de 1999 et de 2001, ainsi qu'aux Jeux olympiques de 2004.

## Palmarès
| Cerro Porteño - Championnat du Paraguay (2) : - Champion : 1994 et 1996. |  | Paraguay olympique - Jeux olympiques : - Argent : 2004. |